# Ann Bannon
Pour les articles homonymes, voir Bannon.
Œuvres principales
- I Am a Woman in love with a woman (en)

Ann Bannon, de son vrai nom Ann Weldy, née le 15 septembre 1932, est une écrivaine américaine auteur, entre 1957 et 1962, d'une série de six romans de gare (ou pulps) lesbiens intitulée The Beebo Brinker Chronicles. Ces romans, du fait de leur popularité et de leur influence sur la communauté lesbienne, lui ont valu le surnom de « Reine des romans de gare lesbiens ».

## Œuvre
- Odd Girl Out (en), 1957, éd. Gold Medal Books
- I Am a Woman (en), 1959, éd. Gold Medal Books
- Women in the Shadows (en), 1959, éd. Gold Medal Books
- Journey to a Woman (en), 1960, éd. Gold Medal Books
- The Marriage, 1960, éd. Gold Medal Books
- Beebo Brinker, 1962, Gold Medal Books

## Filmographie
- 1992 : Amours interdites : au-delà des préjugés, vies et paroles de lesbiennes

## Prix et distinctions
- 2008 : Prix Alice B Readers

## Couverture de livre

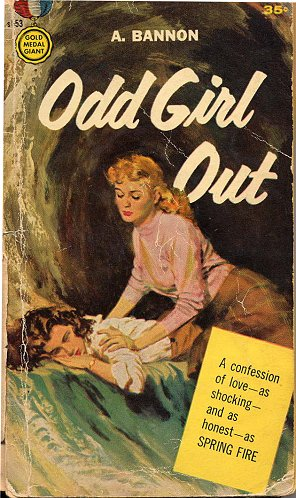
Odd Girl Out, 1957
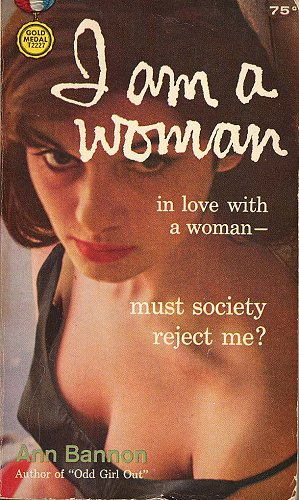
I Am A Woman, 1959
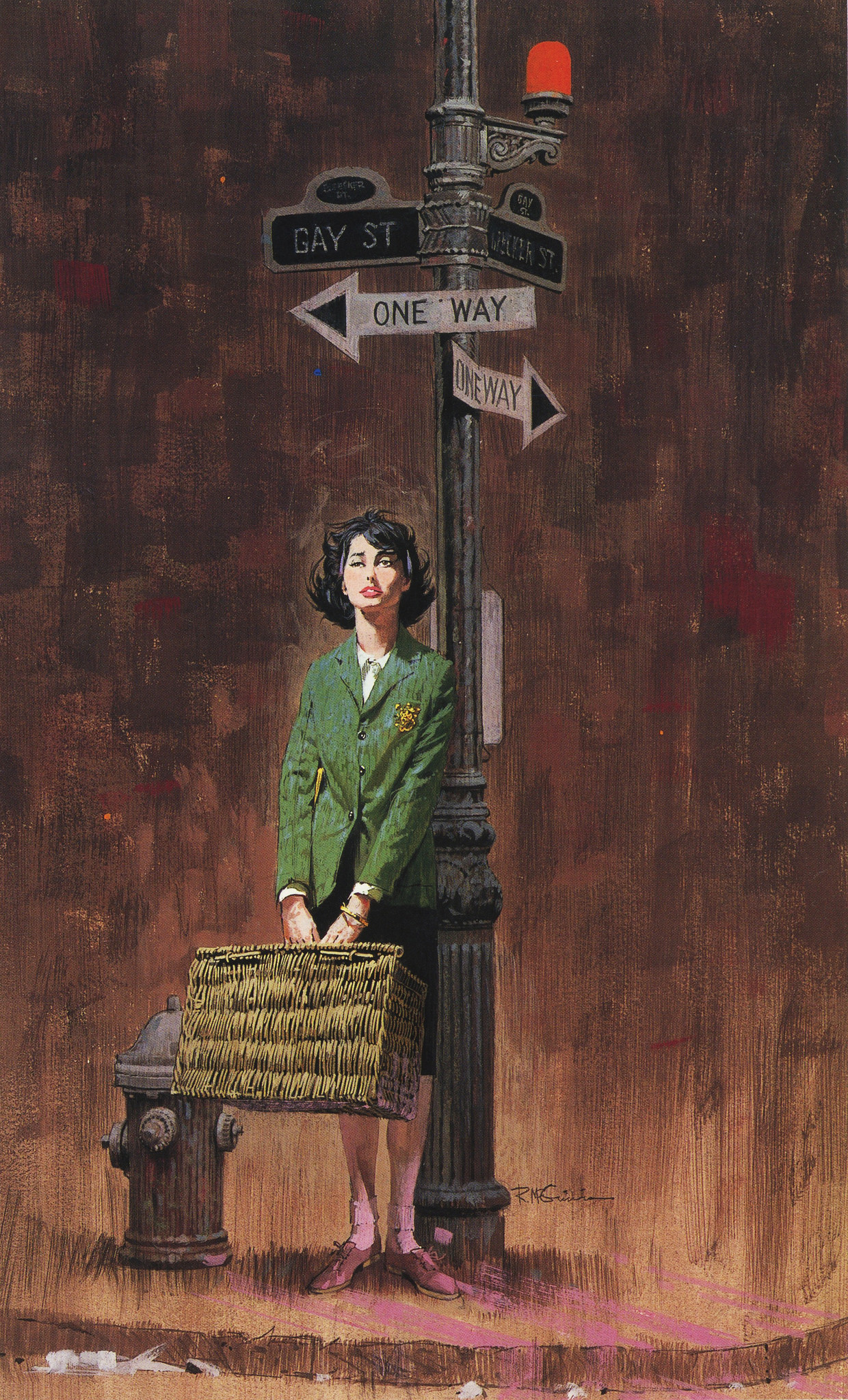
Beebo Brinker, 1962

### Citations originales
1. ↑  (en) « Queen of Lesbian Pulp Fiction »

### Articles annexes
- Lesbian pulp fiction
- Littérature lesbienne